# Памятник Николаю Семёнову
Памятник Николаю Николаевичу Семёнову находится в Москве на аллее Нобелевских лауреатов в Национальном исследовательском ядерном университете «МИФИ». Памятник выполнил скульптор, доцент МГАХИ имени В. И. Сурикова Александр Миронов.

## История создания
Памятник включён в ряд скульптур «Аллеи Нобелевских лауреатов», расположенной на территории МИФИ. Аллея была заложена в 2017 году по инициативе торгово-производственной компании «Артпласт» во главе с бывшим выпускником МИФИ Андреем Новиковым.
Установка памятника приурочена к 125-летию со дня рождения Николая Семёнова. Памятник открыт в 2019 году.

## Описание
Скульптура Семенова изготовлена из бронзы. Учёный одет в костюм, поверх которого накинуто пальто. В его руках листы с формулами. Создаётся впечатление, что он остановился на секунду для фото. Перед фигурой стоит гранитный треугольник, к которому прикреплена бронзовая табличка с надписью «Основатель и первый заведующий кафедрой химической физики МИФИ, Нобелевский лауреат, академик АН СССР Николай Николаевич Семёнов».

## События
В 2020 году Владимир Путин поручил правительству увековечить память ученого. В 2021 году вышла марка, посвящённая 125-летию Николая Семенова. Марка помещена в сувенирный набор, на виньетке которого изображён памятник Семенову, расположенный на территории НИЯУ МИФИ.